# LG G2

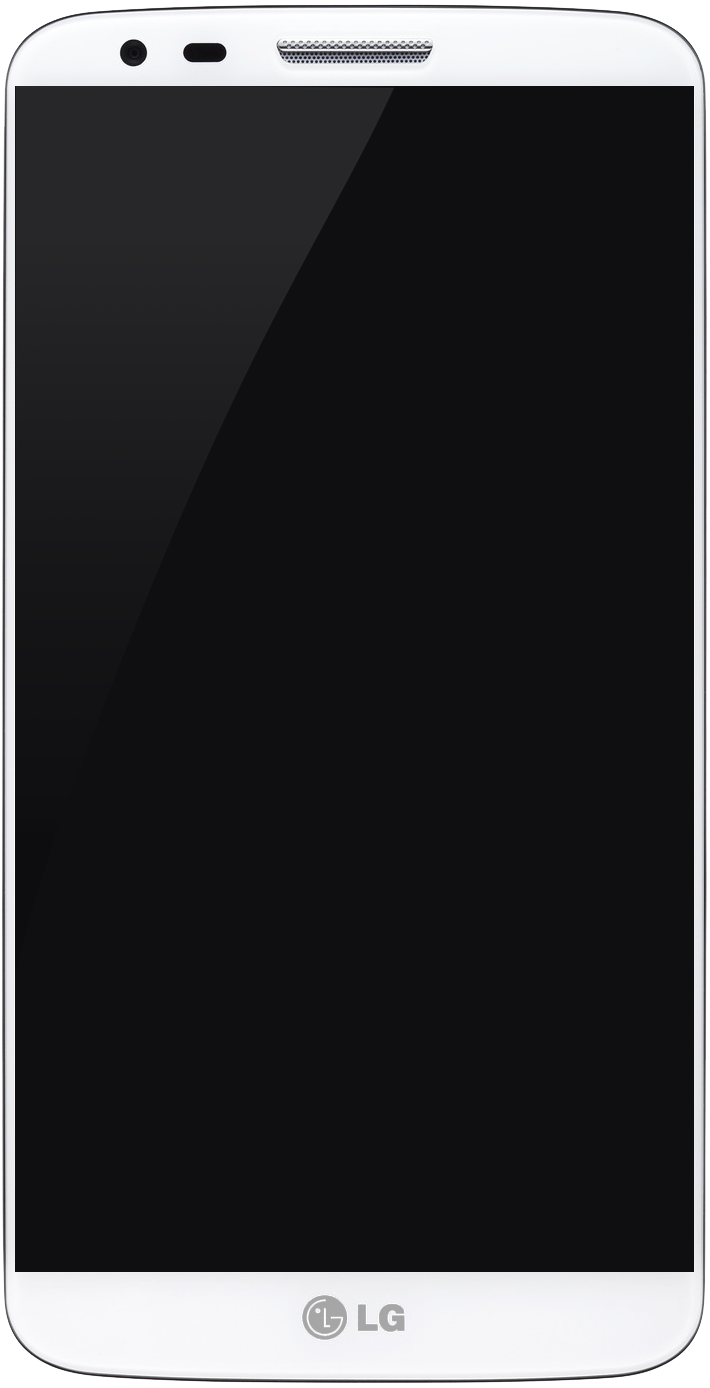
LG G2

O LG G2 é um smartphone desenvolvido e produzido pela empresa sul-coreana LG Electronics.
É a segunda geração da família Optimus G da LG, antecedido por LG Optimus G Pro.
O dispositivo funciona com o sistema operativo Android 4.4.2 KitKat.
O telefone foi apresentado em Nova York, Estados Unidos, em 7 de agosto de 2013.